# Marcel De Boodt
Marcel Florent De Boodt (Sint-Truiden, 10 maart 1926 - ? 23 januari 2012) was professor-emeritus aan de Universiteit Gent en was decaan van de Faculteit Bio-ingenieurswetenschappen en Belgisch afgevaardigde van het Man and Biosphere project van de UNESCO.

## Academische carrière
De Boodt studeerde in 1948 af aan de Universiteit Gent als ingenieur voor de scheikunde en de landbouwindustriën. Hij studeerde als Fulbright fellow van 1950 tot 1951 aan de Iowa State University in de Verenigde Staten waar hij een master of Science behaalde in bodemfysica. Hij ontving zijn doctoraal diploma aan de Universiteit Gent in 1957 onder de leiding van Louis De Leenheer.
In januari 1965 werd hij professor en directeur van het Laboratorium voor Bodemfysica aan de Faculteit Bio-ingenieurswetenschappen Gent, waar hij verantwoordelijk was voor de leergang bodemfysica en bodemverontreiniging. Samen met Niceas Schamp nam hij actief deel aan de ontwikkeling van chemische polymeren, bekend als bodemstabilisatoren voor een betere bodemstructuur. Zijn eerste toepassingen waren heel bruikbaar om de landbouwproductie te verbeteren op bodems van de gematigde streken, om het probleem van bodemerosie aan te pakken in de vochtige tropen en om irrigatiewater efficiënter te gebruiken in semi-aride en aride streken.
Hij introduceerde het concept van het activeren van een neutraal oppervlak in bodemconditionering. Dit werd hoofdzakelijk toegepast in een economische woestijnontginning. Daarmee werd het mogelijk zaailingen, plantputten van fruitbomen en struiken te behandelen om het water in de wortelzone te behouden door evaporatie aan het bodemoppervlak te verminderen of te voorkomen. Deze methode werd uitgetest in Egypte, en vond navolging in andere landen van Noord-Afrika, het Midden-Oosten en in China.
Een van de eigenschappen van De Boodt was zijn aangehouden inspanning om de boodschap van bodembehoud en productieverbetering door een betere bodemstructuur uit te dragen. De Europese Commissie heeft hem gevraagd voor allerlei projecten zoals woestijnontginning. Hij leidde missies in Latijns-Amerika, vooral in Peru, Ecuador en Panama, in verband met erosiebeheersing of nieuwe projecten voor het efficiënt watergebruik in de woestijn van Saoedi-Arabië en van de Verenigde Arabische Emiraten.
Doorheen al deze activiteiten werd De Boodt overtuigd dat het meest blijvende effect van wetenschappelijke samenwerking bestaat in de overdracht van kennis. Onder zijn leiding werden meer dan 100 ingenieurs opgeleid en meer dan 80 behaalden een doctoraat in de bodemkunde. Hij was gastprofessor in 20 verschillende universiteiten wereldwijd.
Aan de Universiteit Gent was hij herhaaldelijk de voorzitter van wetenschappelijke adviescommissies op nationaal of internationaal niveau zoals het NFWO, de Landbouwcommissie en de Raad voor Wetenschappelijk Onderzoek van het Ministerie van Landbouw. De Boodt was decaan van de Landbouwfaculteit van 1980 tot 1984.
Na een academische carrière van meer dan 40 jaar aanvaardde De Boodt in oktober 1991 het emeritaat als directeur van het Laboratorium Bodemfysica en Bodemconditionering.

## Organisaties
In 1980 was hij Belgisch afgevaardigde aan het UNESCO Man and Biosphere-project. Hij was sinds 1982 voorzitter van de Belgische afdeling van de American Society for Advancement of Science; sinds 1985 voorzitter van de Scientific Council of the World Foundation for the Quality of Life en sinds 1986 voorzitter van de International Soil Science Society.
In 1989 stichtte hij het Internationaal Instituut voor Eremology (ICE), een onderzoekscentrum aan de Universiteit van Gent voor wetenschappers en studenten. Het organiseert verscheidene projecten in meerdere aride landen over alle continenten. Het Centrum ontving in 2008 de UNESCO Chair on Eremology. Hij bleef actief bij het ICE tot bij zijn dood.
In 1991 stichtte hij samen met zijn echtgenote Marie-Christiane Maselis de De Boodt-Maselisstichting die ieder jaar de De Boodt-Maselisprijs uitreikt voor de promotie van studies of onderzoek in eremology.

## Prijzen
Hij ontving verschillende prijzen en erkenningen van universiteiten en overheidsinstellingen in Irak (Silver Plate of Merit 1979), Thailand (Medal of Appreciation 1983), Egypte (Award of Recognition and Appreciation 1987) and Polen (Oczapowski Commemorative Medal 1990).
In 1986 ontving hij een doctoraat honoris causa van de Landbouwuniversiteit van Lublin, Polen.
Speciale Erkenningen
Grootofficier Leopold II-orde, grootofficier in de Kroonorde, Francqui Chair.
- Bibsys: 90110974
- International Standard Name Identifier: 0000 0001 1749 6821
- Library of Congress Control Number: n80163616
- Nationale Bibliotheek van Israël: 987007437204705171
- Système universitaire de documentation: 158084357
- Virtual International Authority File: 20996258
- WorldCat: E39PBJgxvVQWK7kHJt3BVqVBfq